# Time Fighter
Time Fighter è un videogioco d'azione pubblicato nel 1988 per Commodore 64 dall'editrice britannica CRL Group. Il protagonista è un mercenario che viaggia nel tempo ed è impegnato a combattere a piedi in diverse epoche storiche. Versioni per Amstrad CPC e ZX Spectrum vennero annunciate ma poi non pubblicate.
Time Fighter ottenne diverse recensioni molto negative dalla stampa dell'epoca, che apprezzarono soltanto l'animazione realistica delle figure umane.

## Modalità di gioco
Il personaggio del giocatore deve attraversare sette livelli con sette ambientazioni: preistoria, Medioevo, West, proibizionismo, seconda guerra mondiale, zona malfamata di New York moderna, base spaziale futuristica. Ogni livello ha visuale di profilo con scorrimento verso destra e l'obiettivo è sempre arrivare in fondo al percorso, uccidendo o evitando i nemici. Sono spesso presenti dislivelli o piattaforme a diverse altezze, in alcuni livelli collegate da scale verticali.
Il protagonista è rappresentato come una sagoma monocromatica, ma dalla forma relativamente realistica. Può correre a destra e sinistra, fare salti di ampiezza realistica e abbassarsi. Solo nell'ultimo livello è in grado di volare con una tuta spaziale. Il pannello sotto la visuale principale, oltre a numero di vite, energia e punteggio, mostra le icone delle sette armi esistenti, evidenziando quelle attualmente disponibili. A seconda del livello si dispone di una o due armi, da corpo a corpo o a distanza, alcune con traiettoria direzionabile. Nel complesso sono presenti pietre da lancio, pugni, frecce, pistola, granate, calci e laser.
I nemici sono perlopiù uomini appiedati, distinti dal protagonista solo per il colore, e armati generalmente allo stesso modo. Inoltre si incontrano veicoli o animali, alcuni dei quali sono indistruttibili e si possono soltanto evitare. I colpi subiti riducono l'energia e buttano temporaneamente il personaggio a terra, ma esistono anche pericoli istantaneamente letali.
È disponibile una modalità allenamento in cui non si perdono vite e si può saltare in ogni momento al livello successivo, ma non vengono registrati punti.